# Cecil Harris (cầu thủ bóng đá, sinh năm 1896)
Cecil Vernon Harris (1 tháng 9 năm 1896 – 1976) là một cầu thủ bóng đá người Anh từng thi đấu ở vị trí Hậu vệ.